# Военна подготовка
Военната подготовка е процесът на обучение на офицери, сержанти, войници и граждани за участие във война.
Провежда се във военни училища, военни учебни центрове, военни поделения, военно-мобилизационни организации и понякога в средните общообразователни училища.
Включва военно обучение по:
- тактика и/или оперативно изкуство и/или стратегия
- огнева подготовка
- свързочна подготовка
- топография и ориентиране
- защита от оръжия за масово унищожение
- физическа подготовка
- инженерна подготовка
- специална подготовка за различните родове войски.